# Lietuvos naujienų agentūra ELTA
Lietuvos naujienų agentūra ELTA ist die nationale Nachrichtenagentur in Litauen.

## Geschichte
Am 1. April 1920 wurde sie in Kaunas errichtet. Sie wurde vom Literatur-Professor und Publizisten Juozas Eretas geleitet.
Von 1920 bis 1940 hatte ELTA Verbindungen mit  Reuters, DNB, Havas, Stefani und TASS. Es gab Abteilungen für Ausland, Innen und Wirtschaft, Dienste der Photographie und Sport.
Ab 1940 war ELTA Teil von TASS. Seit 1944 hat ELTA ihren Sitz in Vilnius. Seit 1995 ist sie nach Rechtsform ein Unternehmen (Akcinė bendrovė).
2004 wurde 57,93 % Aktien vom Konzern „MG Baltic“ für 5,764 Mio. Litas an „Žinių partneriai“ verkauft (90 % Aktien davon gehört Vitas Tomkus, dem Verleger von Tageszeitung „Respublika“).

## Direktor
- 1920–1922: Juozas Eretas,
- 1922–1923: Matas Šalčius,
- 1923: Mikas Bagdonas,
- 1924–1926: Magdalena Avietėnaitė
- 1926–1927: Justas Paleckis
- 1927–1928: Antanas Jakobas
- 1928–1934: Edvardas Turauskas
- 1934–1939: Pranas Dailidė
- 1939–1940: Valentinas Gustainis
- 1940–1941: Kostas Korsakas
- 1941–1944: Jurgis Griška
- 1944–1945: Aleksejus Jermakovas
- 1945–1953: Andrejus Murachtanovas
- 1953–1978: Donatas Roda,
- 1978–1982: Feliksas Pažūsis
- 1982–1989: Algimantas Mykolas Stankevičius
- 1989–1990: Robertas Grikevičius
- 1990–1991: Rolandas Barysas
- 1991: Vidmantas Putelis
- 1992–1993: Adolfas Gurskis
- 1993–1996: Algimantas Semaška
- 1996–2004: Kęstutis Jankauskas
- 2004–2005: Raimondas Kurlianskis
- 2005: Rimantas Kanapienis
- 2005–2006: Virgis Valentinavičius